# 平野優芽
平野 優芽（ひらの ゆめ、2000年3月15日 - ）は、日本の女子ラグビーユニオン選手。

## プロフィール
- 東京都出身[1]。
- 身長 160cm、体重 48kg
- 7人制女子日本代表に選ばれたことがある[2]。
- ポジションはスタンドオフ(SO)、フルバック(FB)[3]。

## 来歴
ラグビーは小学校1年生から、杉並少年ラグビースクールで始めた。
中学2年の途中よりRugirl-7に入る。
2018年9月1日に行われた第18回アジア競技大会（ジャカルタ・パレンバン）の決勝戦で先制のトライをあげ、日本ラグビー女子代表サクラセブンズ初の金メダル獲得に貢献した。
2021年、東京五輪の7人制女子日本代表内定選手に選出。
2022年8月、サンティアゴで開催されたワールドラグビー・セブンズチャレンジャーシリーズ2022チリ大会では、女子セブンズ日本代表の主将として、優勝に貢献した。
2024年、パリ2024五輪の7人制女子日本代表内定選手に選ばて主将を務める。